# Seamus Mac Cruitín
Seamus Mac Cruitín (Engels: James MacCurtin) (1815 – 1 september 1870), was een Iers onderwijzer, dichter en bard. Hij werd ook wel de laatste "erfelijke bard van Thomond" en de laatste houder van een "heggeschool" in Thomond genoemd.

## Biografie
Mac Cruitín was een geboren Clareman, waarschijnlijk uit de omgeving van Ennistymon. Hij was lid van dezelfde familie als Aindrias Mac Cruitín. Seamus zou een nazaat zijn van een broer van Aindrias en een buitenechtelijke zoon zijn van Tadhg Mac Mac Cruitín en een onbekende vrouw.
Metgezellen van Mac Cruitín die genoemd worden zijn de kopiist Michael O Raghallaigh; Brian O Luanaigh (1828–1901), later professor in Iers aan de "Katholieke Universiteit van Ierland" (nu Nationale Universiteit van Ierland); John MacHale, aartsbisschop van Tuam; Eugene O'Curry, historicus en William Smith O'Brien.
Mac Cruitín werd later onderwijzer in Moy en Cloonanaha.
Mede als gevolg van overmatig drankgebruik begaf uiteindelijk zijn gezondheid het. Mac Cruitín werd ziek en deze ziekte ontwikkelde zich tot acuut reuma. Hij werd opgenomen in het hospitaal van het Ennistymon Workhouse, alwaar hij overleed op 1 september 1870. De officiële doodsoorzaak was levercirrose.
Mac Cruitín werd begraven in een naamloos graf op het armendeel van de lokale begraafplaats. Hoewel hij in zijn tijd populair en bekend was, werd zijn overlijden door het stigma van het armenhuis niet gemeld in de kranten.

## Werk
Mac Cruitín was actief als vertaler Iers-Engels en vertaalde onder meer Brian Merriman's The Midnight Court. Voor Eugene O'Curry verzamelde hij gedichten en liederen. Voor William Smith O'Brien schreef hij, naast vertaalwerk, ook nieuwe gedichten.
Bekende werken
- Is baoth an turas, geschreven op 12 mei 1836, zijn oudste gedateerde gedicht
- All hail young gentry, geschreven voor de O'Briens van Elmvale, Corofin, circa 1840
- Come over fair Monarch, gepubliceerd in de Limerick Reporter, maart 1842, een van de ongeveer 30 gedichten van zijn hand die in deze krant gepubliceerd zijn. Het eerste verscheen in januari 1841 (getekend "A Six Months Tutor") en de laatste in maart 1847 (getekend als "McCurtin")
- A Chlanna Gael, elegie op Sir Michael O'Loughlen, overleden in november 1842.
- Lines suggested on entering the R.C. cathedral of Tuam
- Ag cur slan le Gaeilge (Farewell to Irish)
- Air Uilliam Mhic an Ghabhan Ui Bhrian (On William Smith O'Brian, Esq., M.P.)
- Slan le Cluain an Atha (Farewell to Cloonanaha)
- Uadhacht Sheamuis Mhic Chruitin (the last will and testament of James McCurtin), vermoedelijk gecomponeerd tijdens zijn ziekte.